# La Palma (Panama)
La Palma è una città di Panama, capitale della provincia di Darién. Al 2010 aveva 4 205 abitanti.